# سكوت وينجر
سكوت وينجر (بالإنجليزية: Scott Weinger) ، من مواليد 5 أكتوبر 1975 ، وهو ممثل أمريكي واشتهر بأداء الصوت لشخصية علاء الدين في فيلم الرسوم المتحركة الشهير علاء الدين.

## وصلات خارجية
- سكوت وينجر على موقع IMDb (الإنجليزية)
- سكوت وينجر على موقع ألو سيني (الفرنسية)
- سكوت وينجر على موقع ميوزك برينز (الإنجليزية)
- سكوت وينجر على موقع أول موفي (الإنجليزية)
- سكوت وينجر على موقع قاعدة بيانات الأفلام السويدية (السويدية)
- سكوت وينجر على موقع إن إن دي بي (الإنجليزية)
- سكوت وينجر على موقع قاعدة بيانات الفيلم (الإنجليزية)
- سكوت وينجر على موقع كينوبويسك (الروسية)
- Scott Weinger نسخة محفوظة 29 يونيو 2011 على موقع واي باك مشين. at تي في.كوم